# Nogogłaszczki
Nogogłaszczki, szczękonóżki (pedipalpi) – druga para przysadek głowotułowia, tj. odnóży pajęczaków, położona bezpośrednio za otworem gębowym, służą one do rozdrabniania pokarmu oraz jako narządy dotykowe. Składają się z sześciu członów, przypominają odnóża kroczne u osobników młodocianych i samic. Na biodrach nogogłaszczek znajdują się wyrostki szczękowe wykorzystywane do rozdrabniania oraz filtrowania pokarmu. U samców zmodyfikowane dystalne człony nogogłaszczek służą za narządy kopulacyjne. 
Nogogłaszczki są homologiczne do żuwaczek u skorupiaków i odpowiednikiem żuwaczek u tchawkowców.
Ostatnie człony nogogłaszczek mogą być zakończone szczypcami (np. u skorpionów) lub pazurami (np. u pająków).

## Galeria

Nogogłaszczki oznaczone na zielono
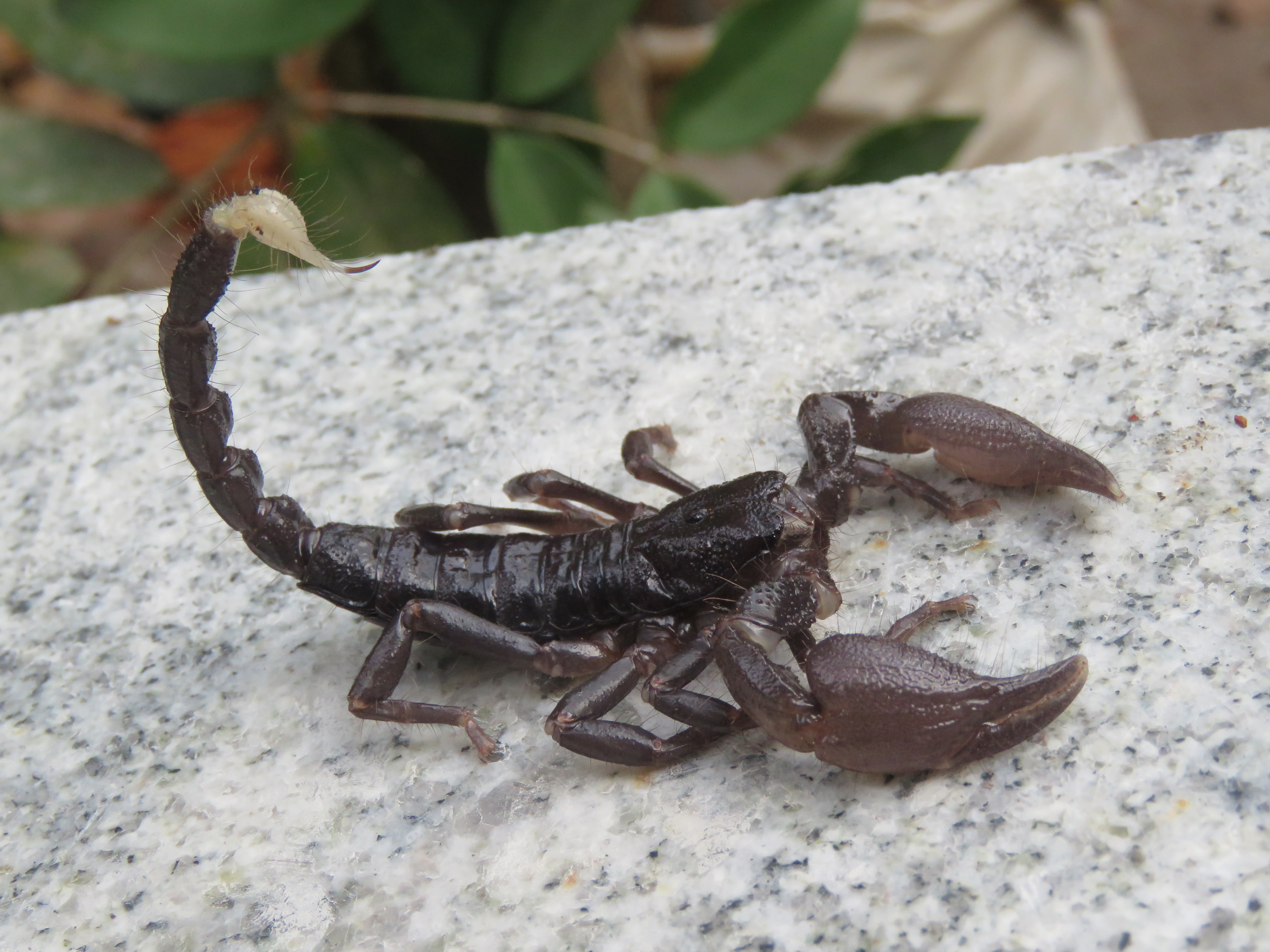
Skorpion z rodzaju Heterometrus
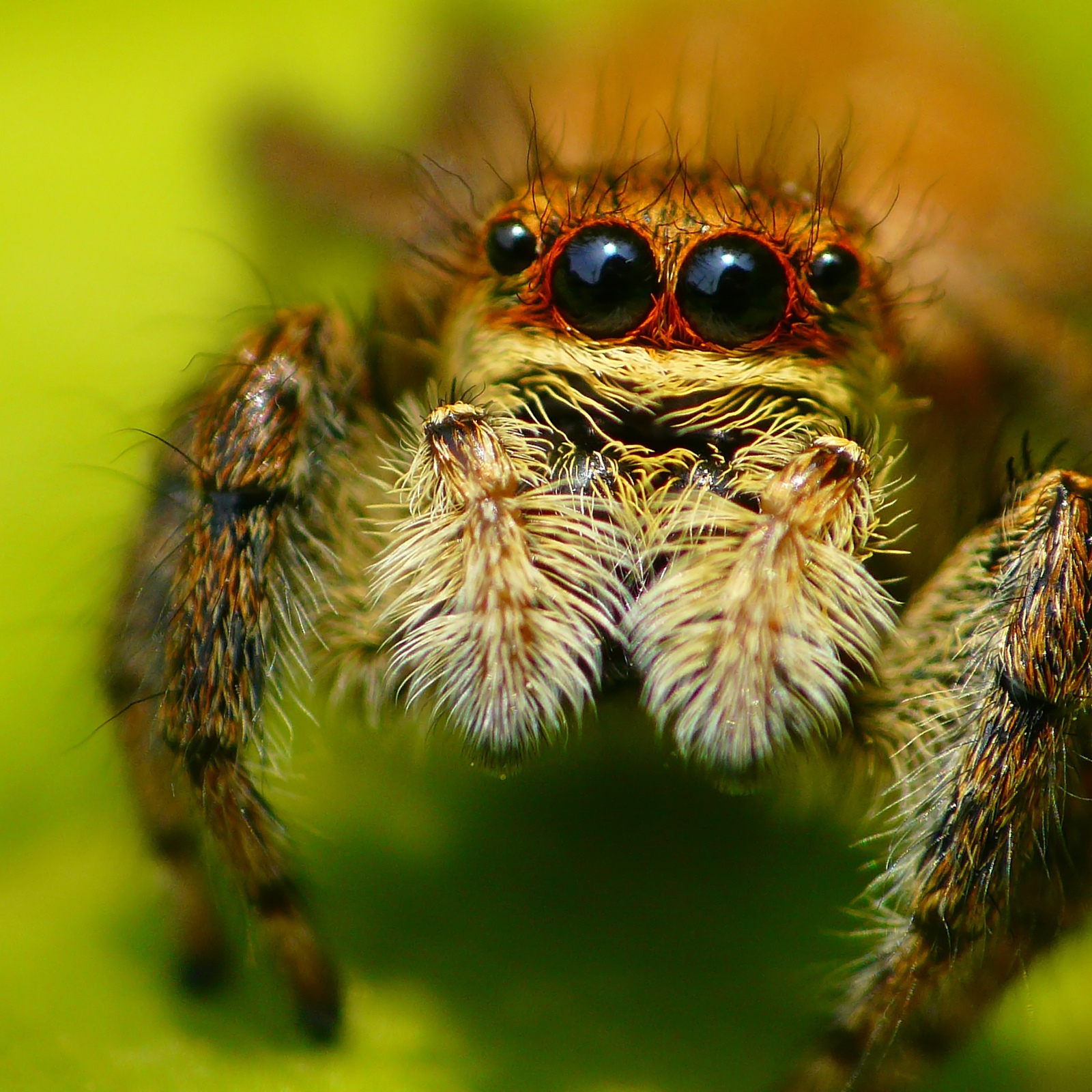
Pająk z rodziny skakunowatych
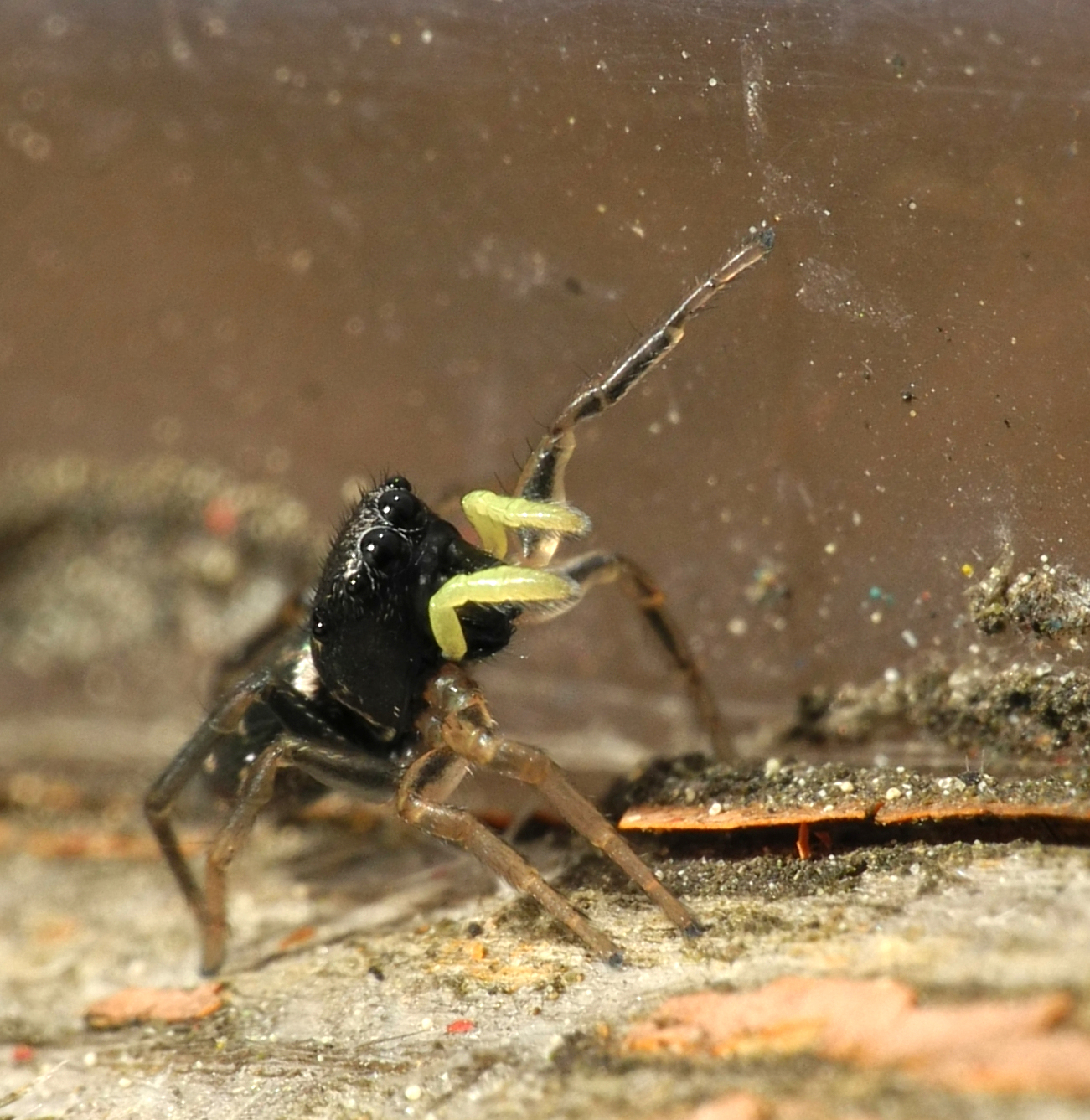
Pająk z rodziny skakunowatych
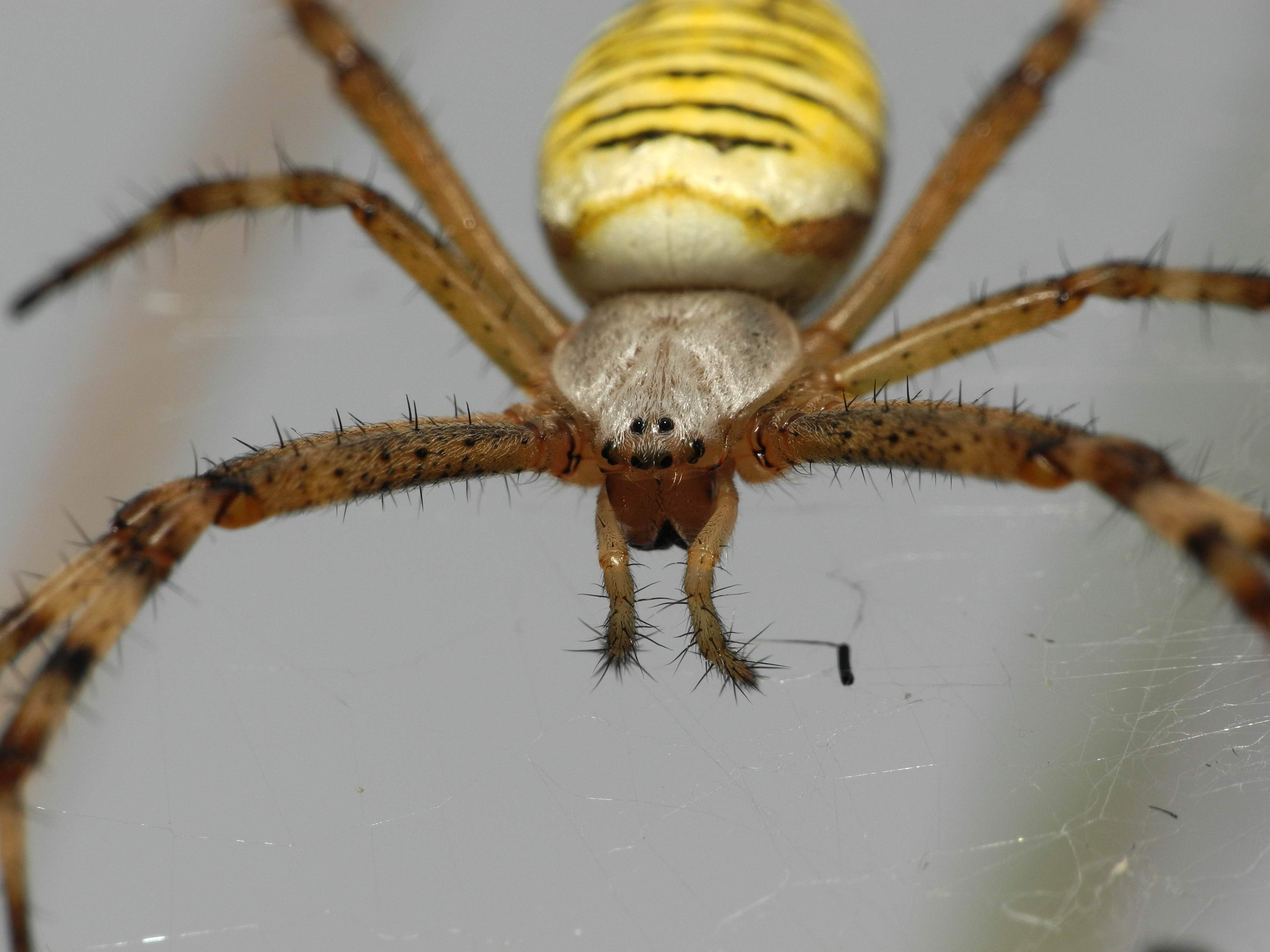
Tygrzyk paskowany
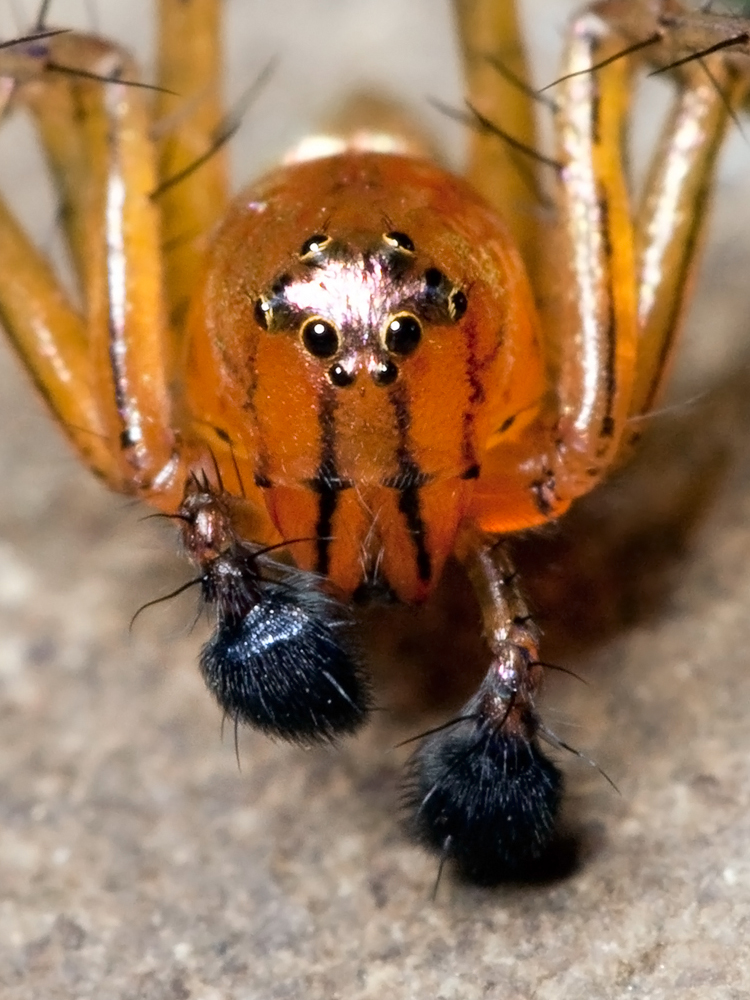
Samiec Oxyopes salticus
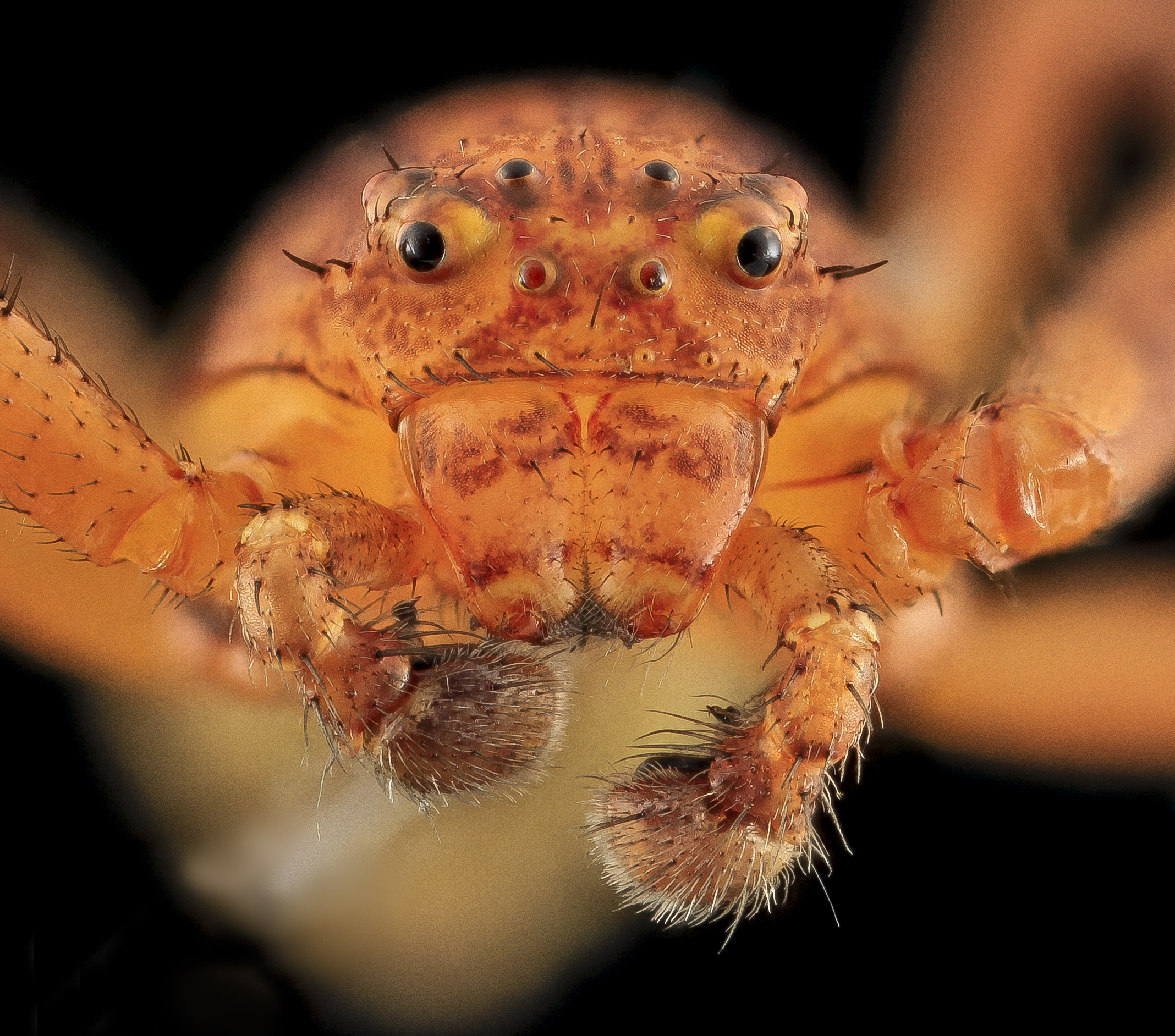
Samiec pająka z rodziny ukośnikowatych